# 阿尔捷
阿尔捷（法語：Altier，法語發音：[altje]）是法国洛泽尔省的一个市镇，属于芒德区。

## 地理
阿尔捷（44°28'27"N, 3°51'41"E）面积54.45 平方千米，位于法国奧克西塔尼大區洛泽尔省，该省份为法国南部内陆省份，北起上盧瓦爾省和康塔爾省，西接阿韦龙省，南至加尔省，东临阿尔代什省。
与阿尔捷接壤的市镇（或旧市镇、城区）包括：普雷旺谢尔、屈比耶尔、普尔沙雷斯、蓬德蒙韦尔-叙德蒙洛泽尔、蒙洛泽尔埃古莱。

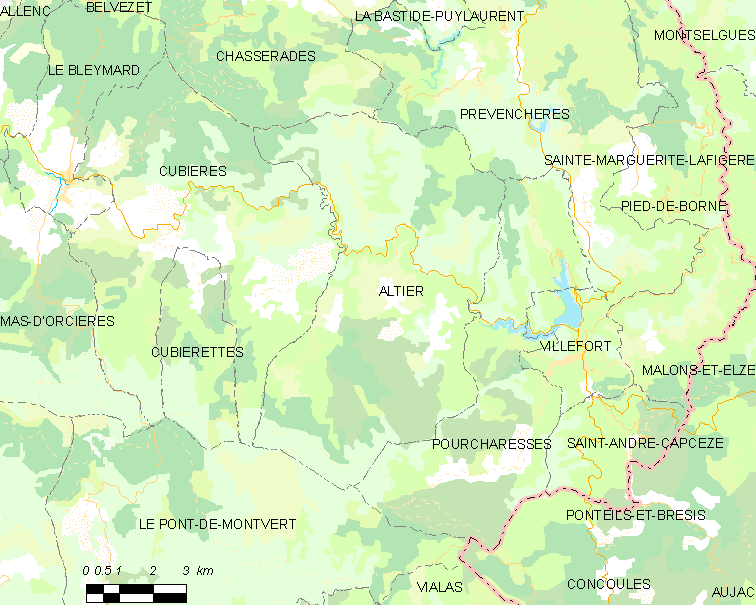
阿尔捷的OSM定位图

阿尔捷的时区为UTC+01:00、UTC+02:00（夏令时）。

## 行政
阿尔捷的邮政编码为48800，INSEE市镇编码为48004。

## 政治
阿尔捷所属的省级选区为圣艾蒂安-迪瓦尔多内县。

## 人口

1962-2008年间阿尔捷人口变化图示

阿尔捷于2022年1月1日时的人口数量为216人。